# Cantonul Saint-Symphorien-d'Ozon
Cantonul Saint-Symphorien-d'Ozon este un canton din arondismentul Lyon, departamentul Rhône, regiunea Rhône-Alpes, Franța.

## Comune
- Chaponnay
- Communay
- Marennes
- Mions
- Saint-Pierre-de-Chandieu
- Saint-Symphorien-d'Ozon (reședință)
- Sérézin-du-Rhône
- Simandres
- Ternay
- Toussieu